# MC Fioti
MC Fioti — бразильський фанк каріока артист та продюсер. Справжнє ім'я Леандро Апаресідо Феррейра, народився 30 серпня 1994 року в Ітапесеріка-да-Серра, Сан-Паулу, Бразилія.

## Біографія
Леандро отримав свою популярність у 2016 році завдяки його  хіту "Vai Toma", який він записав спільно з товаришем із Сан-Паулу по кличці MC Pikachu. Яскравий кліп із важким басом став до вподоби багатьом. Fioti потоком створив багато нових пісень протягом наступного року з безліччю різних партнерів, наприклад, MC Lan та хіп-хоп дует, Tribo da Periferia. Найбільш відомою і помітною стала у 2017 році його пісня "Бум Бум Там там", що скажено розлетілась поміж молоді. Для створення остаточної версії реміксу "Bum Bum Tam Tam" Леандро співпрацював у п'ятьох з Future, J Balvin, Stefflon Don та Juan Magán. Ця спільна композиція є його найпопулярнішим на сьогоднішній день творчим здобутком. Оригінальна пісня отримала понад 1,13 млрд переглядів на YouTube.

## Дискографія
| Назва пісні           | Студія звукозапису                       | Рік  | Переглядів на Youtube | Посилання на кліп                                           |
| --------------------- | ---------------------------------------- | ---- | --------------------- | ----------------------------------------------------------- |
| #Vemverão             | Warner Music                             | 2017 | 10,4 млн              | Посилання [Архівовано 20 лютого 2018 у Wayback Machine.]    |
| Sentou k ladinha      | Warner Music                             | 2017 | 1,4 млн               | Посилання [Архівовано 13 вересня 2017 у Wayback Machine.]   |
| Band Life             | Warner Music                             | 2017 | 4,7 млн               | Посилання [Архівовано 21 серпня 2017 у Wayback Machine.]    |
| Nois é Thug Life      | Warner Music                             | 2017 | 4,9 млн               | Посилання [Архівовано 25 липня 2017 у Wayback Machine.]     |
| Bum Bum Tam Tam       | —                                        | 2017 | —                     | —                                                           |
| Lá vai xerecão        | Warner Music                             | 2017 | 2,9 млн               | Посилання [Архівовано 20 вересня 2017 у Wayback Machine.]   |
| De Quebradinha        | Warner Music                             | 2017 | <0,5 млн              | Посилання                                                   |
| Maloqueiro            | Warner Music                             | 2017 | 1,2 млн               | Посилання [Архівовано 24 грудня 2017 у Wayback Machine.]    |
| Desce de perna aberta | Warner Music                             | 2017 | —                     | Посилання                                                   |
| Quadradinho           | Warner Music                             | 2017 | <0,25 млн             | Посилання                                                   |
| Engatilha e Bum       | Warner Music                             | 2018 | 1,1 млн               | Посилання [Архівовано 21 січня 2018 у Wayback Machine.]     |
| Taikondo              | Warner Music                             | 2017 | 0,2 млн               | Посилання                                                   |
| Bum Bum Tam Tam       | Aftercluv Dance Lab / Island / Universal | 2017 | 1,1 млрд              | Посилання [Архівовано 10 липня 2017 у Wayback Machine.]     |
| Vida de casado        | Warner Music                             | 2017 | 1,7 млн               | Посилання                                                   |
| Menina                | WM Brazil                                | 2018 | 4,1 млн               | Посилання [Архівовано 15 квітня 2019 у Wayback Machine.]    |
| Mexi-ku               | RW Produtora                             | 2017 | 31,5 млн              | Посилання [Архівовано 24 серпня 2017 у Wayback Machine.]    |
| Você Me Deixou        | RW Produtora                             | 2017 | 31 млн                | Посилання [Архівовано 26 лютого 2017 у Wayback Machine.]    |
| Pãram Pãram           | WM Brazil                                | 2018 | 12,6 млн              | Посилання [Архівовано 25 липня 2018 у Wayback Machine.]     |
| Quem Diria Ladrão     | —                                        | 2017 | 41 млн                | Посилання [Архівовано 28 липня 2020 у Wayback Machine.]     |
| Senta Novinha         | RW Produtora                             | 2016 | 10 млн                | Посилання [Архівовано 8 листопада 2020 у Wayback Machine.]  |
| Bum Grave             | RW Produtora                             | 2017 | 6,5 млн               | Посилання [Архівовано 22 березня 2017 у Wayback Machine.]   |
| Tcheca Dela           | RW Produtora                             | 2017 | <0,5 млн              | Посилання [Архівовано 26 квітня 2018 у Wayback Machine.]    |
| Oi Pararatimbum       | —                                        | 2017 | 1,3 млн               | Посилання [Архівовано 18 листопада 2017 у Wayback Machine.] |

## Чарти
| Рік  | Назва                                                                                 | Найвища позиція в чарті | Найвища позиція в чарті | Найвища позиція в чарті | Найвища позиція в чарті | Найвища позиція в чарті | Найвища позиція в чарті |
| Рік  | Назва                                                                                 | Бельгія                 | Франція                 | Німеччина               | Італія                  | Іспанія                 | Швейцарія               |
| ---- | ------------------------------------------------------------------------------------- | ----------------------- | ----------------------- | ----------------------- | ----------------------- | ----------------------- | ----------------------- |
| 2017 | "Бум Бум Там Там"                                                                     | —                       | 5                       | —                       | —                       | 87                      | 54                      |
| 2017 | "Бум Бум Там Там (Ремікс)" (MC Fioti / Future / J Balvin / Stefflon Don / Juan Magan) | 17                      | 108                     | 51                      | 42                      | 9                       | 51                      |